# Liste der Monuments historiques in Mazères-sur-Salat
Die Liste der Monuments historiques in Mazères-sur-Salat führt die Monuments historiques in der französischen Gemeinde Mazères-sur-Salat auf.

## Liste der Bauwerke
| Bezeichnung                   | Beschreibung              | Standort | Kennzeichnung | Schutzstatus | Datum | Bild |
| ----------------------------- | ------------------------- | -------- | ------------- | ------------ | ----- | ---- |
| Ruine der Kapelle Ste-Matrone | Erbaut im 12. Jahrhundert | (Lage)   | PA00094382    | Classé       | 1975  |      |